# Шаховски турнир у Баден-Бадену
Шаховски турнир у Баден-Бадену био је шаховски турнир организован у немачком граду Баден-Бадену, као један од најважнијих шавских турнира тог времена.

## Турнир 1870.
Може бити сматран као први супертурнир. У поређењу с турниром у Лондону 1851. и 1862. и оним у Паризу 1867. три главне разлике су биле: а) време је било ограничено сатом; б) реми се рачунао као пола поена; ц) позвани су само врхунски светски шахисти. По сличном принципу су касније организовани турнири у Тилбургу, Линаресу и Дортмунду.
Турнир је одржан од 18. јула до 4. августа 1870. Сваког дана је играна по једна партија. Два играча су играла своје партије, једну за другом. Темпо игре био је 20 потеза за 1 сат. Прва временска контрола била је после 2 сата игре.

## Рат немачких држава и Француске
Старт турнира се поклапа с почетком међународног конфликта. После међусобних провокација, пет држава је почело мобилизацију својих трупа: Француска 14. јула, Пруска 15. јула, Баден и Баварска 16. јула и Виртемберг 18. јула. Француска објављује рат Пруској 19. јула. Јужне немачке државе стале су на страну Пруске. Рат се приближавао Баден-Бадену. У једном маневру јужно крило француске армије заузело је положаје с друге стране Рајне.
Било је предлога да се турнир због новонастале ситуације одложи за годину дана, али је то одбијено. Тачно у 9 ујутро, 18. јула 1870. турнир је отпочео. Неколико богаташа и аристократа је било присутно као посматрачи. Ручак је почињао у 13 сати. Прекинуте партије су се завршавале истог дана. Они који су завршили своје партије проводили су време у поподневној шетњи. Увече су слушали бањски бенд и испијали вино у локалном винском подруму. Једне вечери су Блекбурн, Де Вер и Штајниц запевали енглеске мелодије, шетајући се ван града и налетели на немачку патролу. Готово да се догодио међународни инцидент. Много озбиљнија је била Штернова мобилизација као баварског резервисте после 4. кола. Као и Цукерторт, Штерн одлази у рат.

## Учесници турнира
На турниру по двоструком систему учешће је узело 10 првих играча у свету:
- Адолф Андерсен (1818—1879), немачки шахиста, имао је победе у Лондону 1851. и 1862. Играо је агресиван шах.
- Вилхелм Штајниц (1837—1900), аустријски и амерички шахиста. Поразио је Андерсена у Лондону 1866. Његове партије су биле позиционе, али је радо бирао и рискантна отварања.
- Густав Нојман (1838—1881), немачки шахиста, чију каријеру прекида душевна болест.
- Џозеф Блекбурн (1841—1924), енглески шахиста; био је шампион Енглеске 1868. и 1869.
- Луис Паулсен (1833—1891), немачки шахиста; завршио је као први у Бристолу 1861. и други у Лондону 1862. Чврста игра је била његова главна стратегија.
- Сесил де Вер (1845—1875) постаје први енглески шампион у шаху 1866. Рано је умро је од последица туберкулозе и алкохолизма.
- Симон Винавер (1838—1920), пољски шахиста; био је трговац. Завршио је као други у Паризу 1867.
- Самуел Розентал (1837—1902), пољски и француски шахиста.
- Јоханес Минквиц (1843—1901), немачки шахиста, писац књиге Deutsche Schachzeitung.

Ланге, Цукерторт и Мајтнер нису учествовали из различитих разлога.

## Табела турнира "Баден-Баден 1870."
| №  | Велемајстор     | Држава              | 1 | 2  | 3  | 4  | 5 | 6  | 7  | 8  | 9  |  | Поени |
| -- | --------------- | ------------------- | - | -- | -- | -- | - | -- | -- | -- | -- |  | ----- |
| 1. | Адолф Андерсен  | Немачка             |   | 2  | 0  | 1½ | 2 | 1½ | 1  | 1  | 2  |  | 11    |
| 2. | Вилхелм Штајниц | Аустрија, · САД     | 0 |    | 2  | ½  | 2 | 2  | 2  | 1½ | ½  |  | 10½   |
| 3. | Густав Нојман   | Немачка             | 2 | 0  |    | 1½ | 1 | 1  | 2  | ½  | 2  |  | 10    |
| 4. | Џозеф Блекбурн  | Енглеска            | ½ | 1½ | ½  |    | 1 | 2  | 1½ | 1  | 2  |  | 10    |
| 5. | Луис Паулсен    | Немачка             | 0 | 0  | 1  | 1  |   | 1  | 1½ | 1½ | 1½ |  | 7½    |
| 6. | Сесил де Вер    | Енглеска            | ½ | 0  | 1  | 0  | 1 |    | 1  | 2  | 1  |  | 6½    |
| 7. | Симон Винавер   | Пољска              | 1 | 0  | 0  | ½  | ½ | 1  |    | 1½ | 2  |  | 6½    |
| 8. | Самуел Розентал | Пољска, · Француска | 1 | ½  | 1½ | 1  | ½ | 0  | ½  |    | 0  |  | 5     |
| 9. | Јоханес Минквиц | Немачка             | 0 | ½  | 0  | 0  | ½ | 1  | 0  | 2  |    |  | 5     |

## Турнир 1925.
Био је ово први међународни турнир у Немачкој након Првог светског рата. Зигберт Тараш је уложио велики труд да организује овај турнир. Учествовали су најбољи светски шахисти, изузев Капабланке и Ласкера. Њихов додатни финансијски захтев није прихваћен. Турнир је одржан од 15. априла до 20. маја 1925.
Аљехин је стартовао веома снажно (9,5/10). Завршио је на првом месту са скором од 12 победа и 8 ремија.

## Табела турнира "Баден-Баден 1925."
| №   | Велемајстор        | Држава                  | 1 | 2 | 3 | 4  | 5 | 6 | 7 | 8 | 9 | 10 | 11 | 12 | 13 | 14 | 15 | 16 | 17 | 18 | 19 | 20 | 21 |  | Поени |
| --- | ------------------ | ----------------------- | - | - | - | -- | - | - | - | - | - | -- | -- | -- | -- | -- | -- | -- | -- | -- | -- | -- | -- |  | ----- |
| 1.  | Александар Аљехин  | Русија · Француска      |   | ½ | 1 | ½  | 1 | ½ | 1 | ½ | 1 | 1½ | 1  | 1  | ½  | ½  | 1  | ½  | 1  | 1  | 1  | 1  | 1  |  | 16    |
| 2.  | Акиба Рубинштајн   | Пољска                  | ½ |   | ½ | ½  | ½ | 0 | ½ | ½ | ½ | 1  | ½  | 1  | 1  | 1  | 1  | 1  | ½  | 1  | 1  | 1  | 1  |  | 14½   |
| 3.  | Фридрих Семиш      | Немачка                 | 0 | ½ |   | 1; | 0 | ½ | ½ | ½ | 1 | ½  | 1  | 1  | 1  | ½  | 1  | ½  | 0  | 1  | 1  | 1  | 1  |  | 13½   |
| 4.  | Ефим Богољубов     | Украјина · Немачка      | ½ | ½ | 0 |    | 0 | 1 | 0 | 0 | 1 | 1  | 1  | 1  | 1  | ½  | 0  | 1  | ½  | 1  | 1  | 1  | 1  |  | 13    |
| 5.  | Френк Маршал       | САД                     | 0 | ½ | 1 | 1  |   | ½ | 1 | ½ | ½ | ½  | 0  | ½  | ½  | ½  | ½  | ½  | 1  | 1  | ½  | 1  | 1  |  | 12½   |
| 6.  | Савиели Тартаковер | Пољска                  | ½ | 1 | ½ | 0  | ½ |   | ½ | ½ | 1 | ½  | ½  | ½  | ½  | ½  | 1  | 1  | ½  | ½  | 1  | ½  | 1  |  | 12½   |
| 7.  | Иља Рабинович      | Русија                  | 0 | ½ | ½ | 1  | 0 | ½ |   | ½ | 0 | ½  | ½  | ½  | 1  | 1  | ½  | 1  | 1  | 1  | ½  | ½  | 1  |  | 12    |
| 8.  | Ернст Гринфелд     | Аустрија                | ½ | ½ | ½ | 1  | ½ | ½ | ½ |   | ½ | 0  | 0  | 1  | ½  | 1  | 0  | ½  | 1  | 0  | 1  | 1  | 1  |  | 11½   |
| 9.  | Арон Нимцович      | Летонија                | 0 | ½ | 0 | 0  | ½ | 0 | 1 | ½ |   | ½  | 1  | 0  | ½  | 1  | ½  | 1  | ½  | 1  | 1  | ½  | 1  |  | 11    |
| 10. | Карлос Торе        | Мексико                 | ½ | 0 | ½ | 0  | ½ | ½ | ½ | 1 | ½ |    | ½  | 0  | ½  | 0  | 1  | ½  | ½  | ½  | 1  | 1  | 1  |  | 10½   |
| 11. | Рихард Рети        | Чехословачка · Аустрија | 0 | ½ | 0 | 0  | 1 | ½ | ½ | 1 | 0 | ½  |    | ½  | 1  | 1  | ½  | ½  | ½  | 0  | 1  | 0  | 1  |  | 10    |
| 12. | Карел Трејбал      | Чехословачка            | 0 | 0 | 0 | 0  | ½ | ½ | ½ | 0 | 1 | 1  | ½  |    | ½  | 1  | 0  | ½  | ½  | 1  | 1  | ½  | 1  |  | 10    |
| 13. | Рудолф Шпилман     | Аустрија                | ½ | 0 | 0 | 0  | ½ | ½ | 0 | ½ | ½ | ½  | 0  | ½  |    | 1  | 1  | 1  | 0  | 1  | ½  | 1  | 1  |  | 10    |
| 14. | Карл Карлс         | Немачка                 | ½ | 0 | ½ | ½  | ½ | ½ | 0 | 0 | 0 | 1  | 0  | 0  | 0  |    | 0  | 1  | 1  | ½  | 1  | 1  | 1  |  | 9     |
| 15. | Фредерик Јејтс     | Уједињено Краљевство    | 0 | 0 | 0 | 1  | ½ | 0 | ½ | 1 | ½ | 0  | ½  | 1  | 0  | 1  |    | 0  | 0  | 0  | 1  | 0  | 1  |  | 8     |
| 16. | Стефано Росели     | Италија                 | ½ | 0 | ½ | 0  | ½ | 0 | 0 | ½ | 0 | ½  | ½  | ½  | 0  | 0  | 1  |    | 1  | 1  | 0  | ½  | ½  |  | 7½    |
| 17. | Зигберт Тараш      | Немачка                 | 0 | ½ | 1 | ½  | 0 | ½ | 0 | 0 | ½ | ½  | ½  | ½  | 1  | 0  | 1  | 0  |    | ½  | 0  | 0  | ½  |  | 7½    |